# Candelaria (Misiones)
Candelaria é uma cidade argentina da província de Misiones, localizado dentro do departamento homônimo.
Se encontra a uma latitude de 27° 27' Sul e a uma longitude de 55° 44' Oeste.
O município conta com uma população de 11.039 habitantes, segundo o Censo do ano 2001 (INDEC). A cidade tem porto localizado às margens do rio Paraná. A tão somente 27 quilômetros de Posadas, está ligada através da Rota Nacional 12.